# 泰塔塔維塔郡

在肯尼亚的位置

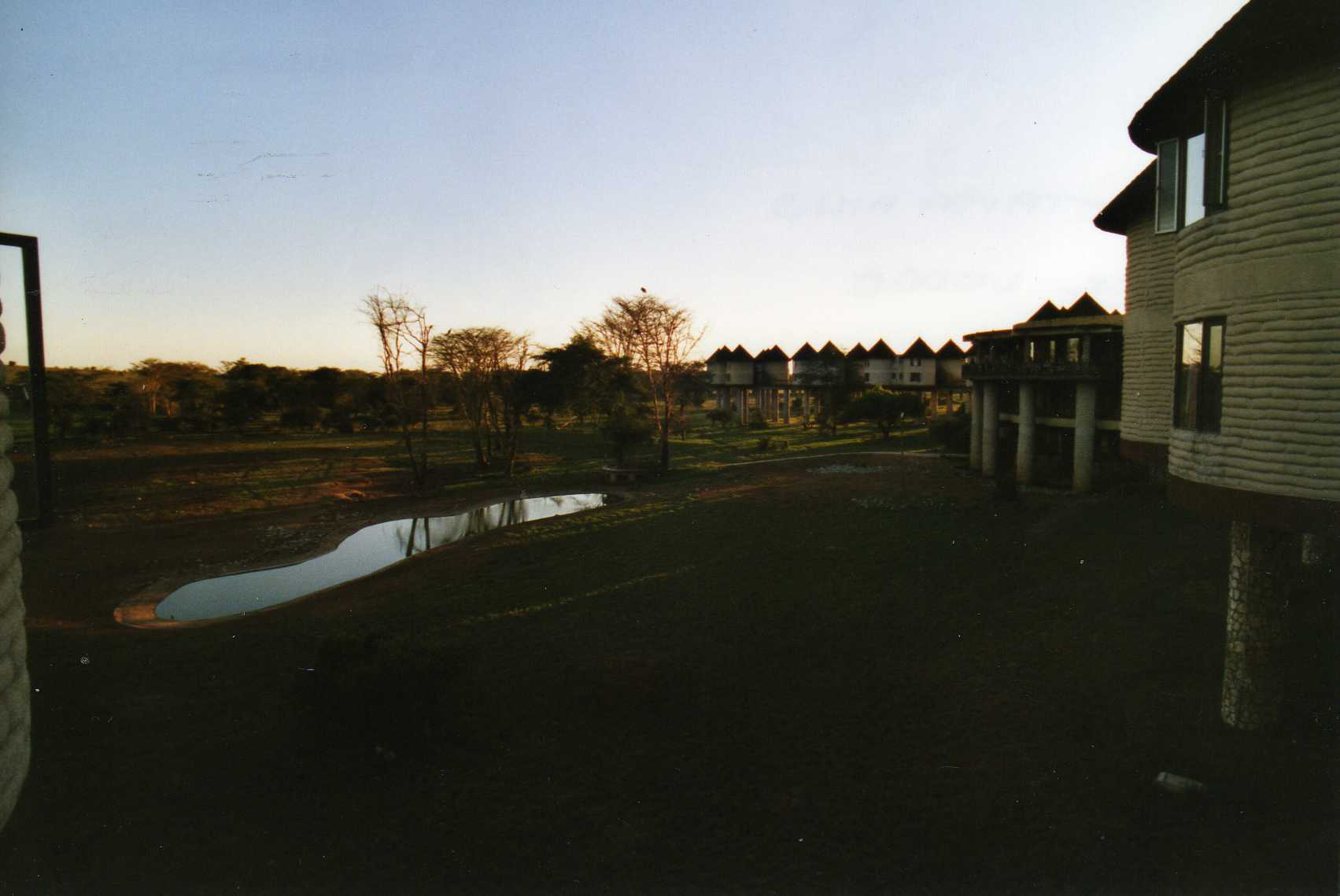

泰塔塔維塔郡，是肯尼亚的一個郡，位於該國南部，首府設於姆瓦塔泰，始建於2013年3月4日，面積17,084平方公里，2009年人口284,657，人口密度每平方公里16.66人。